# Лудвигсштат
Лудвигсштат (њем. Ludwigsstadt) град је у њемачкој савезној држави Баварска. Једно је од 18 општинских средишта округа Кронах. Према процјени из 2010. у граду је живјело 3.651 становника. Посједује регионалну шифру (AGS) 9476152.

## Географски и демографски подаци
Лудвигсштат се налази у савезној држави Баварска у округу Кронах. Град се налази на надморској висини од 446 метара. Површина општине износи 58,7 km². У самом граду је, према процјени из 2010. године, живјело 3.651 становника. Просјечна густина становништва износи 62 становника/km².